# Sonoda Yuichi
Yuichi Sonoda (sinh ngày 27 tháng 4 năm 1975) là một cầu thủ bóng đá người Nhật Bản.

## Sự nghiệp câu lạc bộ
Yuichi Sonoda đã từng chơi cho Urawa Reds.